# Ваторово
Ваторово (пол. Watorowo, нім. Waltersdorf) — село в Польщі, у гміні Києво-Крулевське Хелмінського повіту Куявсько-Поморського воєводства.
Населення — 200 осіб (2011).
У 1975-1998 роках село належало до Торунського воєводства.

## Демографія
Демографічна структура станом на 31 березня 2011 року:
|          | Загалом | Допрацездатний вік | Працездатний вік | Постпрацездатний вік |
| -------- | ------- | ------------------ | ---------------- | -------------------- |
| Чоловіки | 101     | 28                 | 62               | 11                   |
| Жінки    | 99      | 22                 | 60               | 17                   |
| Разом    | 200     | 50                 | 122              | 28                   |